# Empis nuntia
Empis nuntia är en tvåvingeart som beskrevs av Johann Wilhelm Meigen 1838. Empis nuntia ingår i släktet Empis och familjen dansflugor. Arten är reproducerande i Sverige. Inga underarter finns listade i Catalogue of Life.